# Народная оборона
Народная оборона (серб. Народна одбрана) — сербская националистическая группа, созданная в 1908 году Йованом Дучичем и Браниславом Нушичем как реакция на австро-венгерскую аннексию Боснии и Герцеговины. Первоначально организация занималась защитой этнических сербов, проживавших на территории Австро-Венгрии. Для достижения своих целей «Народная оборона» занималась распространением пропаганды, а также организацией вооружённых формирований.

## Идеология
В начале 20-го века сербы на Балканах стремились объединение в рамках единого государства. В дополнение к Королевству Сербии и Княжеству Черногория (двум государствам с населением преимущественно состоящим из этнических сербов), которые ещё не имели общей границы, большинство сербов проживали на территории соседней Австро-Венгрии (в частности на территории кондоминиума Боснии и Герцеговины, Хорватии и Славонии и южной части Венгрии), а также на территории Османской империи (Боснийский вилайет, Косовский вилайет, Новопазарский санджак, и в меньшей степени в частях Манастирский вилайет и Салоникский вилайет). Из-за Австро-Венгерской аннексии Боснии в 1908 году (где была большая концентрация сербов), вызвавшей боснийский кризис, сербы выразили потребность в культурной и территориальной защите, которая и породила «Народную оборону».
В 1911 году в свет вышла брошюра под названием «Narodna Odbrana Izdanje Stredisnog Odbora Narodne Odbrane» («Народна одбрана издање стредисног одбора народне одбране»), содержащая 6 целей работы организации:

1. Повышение, воодушевление и укрепления чувства национализма (народности).
2. Регистрация и привлечение добровольцев.
3. Формирование добровольческих групп и их подготовка к вооружённой акции.
4. Сбор добровольных взносов, в том числе денежных средств и других вещей, необходимых для реализации поставленных задач.
5. Организация, снабжение и обучение специальной революционной группы (Комити), предназначенных для ведения военных действий за независимость.
6. Развитие деятельности по защите сербского народа по всем направлениям.

Оригинальный текст (серб.)
1. Подизање, инспиративање и јачање сентимента националности (народности).
2. Пријављивање и регрутација добровољаца.
3. Ставарање јединица добровољаца и њихово припремање за оружани сукоб.
4. Прикупљање добровољних прилога, укључујући новац и друге ствари неопходне за остварење својих задатака.
5. Организација, опрема и обука специјалних револуционарних група (Комита), намењено за посебне и независне војне акције.
6. Развијање активности за одбрану српског народа у свим другим правцима.

Брошюра давала понять, что призывы к ненависти в Австро-Венгрии не были целью группы, но вместе с тем, ненависть явилась следствием стремления к независимости объединённого народа.
Центральный комитет «Народной обороны» базировался в Белграде.

## Балканские войны

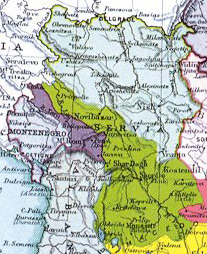
Территориальная экспансия Сербии после Балканских войн.

Сразу же после аннексии Вардарской Македонии Королевством Сербии македонские славяне столкнулись с политикой принудительной сербизации. Население Македонии было вынуждено объявить себя сербами. Тех, кто отказывался, избивали и подвергали пыткам. Согласно докладу «Международной комиссии по расследованию причин и ведения Балканских войн», члены «Народной обороны» совершили серьёзные военные преступления против гражданского населения. В Скопье находился центральный комитет «Народной обороны». Население Скопье называло их штаб-квартиры «Черный дом», по аналогии с «Чёрной рукой», тайной организацией, стоявшей за «Народной обороной». Нелояльных организации лиц привозили в «Чёрный дом», где их подвергали пыткам.